# Джессіка Тенді
Джессіка Еліс Тенді (англ. Jessie Alice Tandy, 7 червня 1909 — 11 вересня 1994) — британська акторка. Неодноразова володарка театральної премії «Тоні». У 1990 році 80-річна Тенді удостоєна «Оскара» за головну роль у фільмі «Шофер міс Дейзі» (найстарша акторка, що отримала «Оскар» за всю історію премії).

## Життєпис
Народилася в лондонському районі Хакні молодшою в родині з трьох дітей комівояжера Гаррі Тенді і Джессі Гелен, директорки школи для розумово відсталих дітей. Батько Тенді помер, коли їй було 12 років, і її матері довелося давати додаткові вечірні курси в школі, щоб утримувати дітей.
Джессіка Тенді розпочала акторську кар'єру в 16 років на підмостках Лондона, а незабаром вже виступала на знаменитих сценах британської столиці в компанії Лоуренса Олів'є і Джона Гілгуда. У 1932 році дебютувала в кіно і одружилася з актором Джеком Гокінсом. Після розлучення в 1940 році Тенді перебралася в США, де 1942 року одружилася з канадським актором Г'юмом Кроніном. Її американський кінодебют відбувся в 1944 році в картині «Сьомий хрест», після чого були ролі в фільмах «Долина рішучості» (1945), «Зелені роки» (1946), «Драгонвік» (1946) і «Амбер назавжди» (1947).
У США Джессіка Тенді отримала велике визнання завдяки своїм роботам на Бродвеї, де вона регулярно з'являлась починаючи з 1930-х років і закінчуючи 1989 роком. За цей час акторка тричі ставала лауреаткою премії «Тоні», а також володаркою театральних премій «Драма Деск» і премії Сари Сиддонс. У 1950-1970-х роках Джессіка Тенді досить рідко з'являлася в кіно, виконуючи переважно ролі на телебаченні і в театрі. Серед її кіноролей того часу найбільш відомою стала Лідія Бреннер в гічкоківському трилері «Птахи» (1963).
Новим етапом її кінокар'єри стали 1980-ті, принісши їй першу популярність з фільмами «Світ по Гарпу» і «Найкращі друзі» в 1982 році. Наступною успішною роллю Тенді стала мешканка будинку для літніх Алма Фінлі в фантастичному фільмі Рона Говарда «Кокон» (1985). У цій картині акторка з'явилася в компанії свого чоловіка Гьюма Кроніна, з яким у наступні два роки разом знялася в фільмах «Батареї не додаються» (1987) і «Кокон: Повернення» (1988). Пік її популярності припав на 1989 рік, коли 80-літня Тенді стала лауреаткою премії «Оскар» за найкращу жіночу роль у драмі «Водій міс Дейзі». Через рік журнал «People» вніс Тенді в список 50-ти найкрасивіших людей світу.
У 1990 році у Тенді діагностували рак яєчників, але наступні роки вона продовжувала активно зніматися, отримавши в 1992 році другу номінацію на «Оскар» за найкращу жіночу роль другого плану в комедійній драмі «Смажені зелені помідори».
Останню роль зіграла в 1994 році у фільмі Роберта Бентона «Без дурнів», а у вересні того ж року померла в своєму будинку в місті Істон, штат Коннектикут.

## Фільмографія
| Рік  |   | Українська назва           | Оригінальна назва                     | Роль             |
| ---- | - | -------------------------- | ------------------------------------- | ---------------- |
| 1989 | ф | Водій міс Дейзі            | Driving Miss Daisy''                  | міс Дейзі Вертан |
| 1987 | ф | Батарейки не додаються     | Batteries not included                |                  |
| 1985 | ф | Кокон                      | Cocoon                                | Альма Фінлі      |
| 1981 | ф | Шосе Гонкі-Тонк            | Honky Tonk Freeway                    | Керол            |
| 1963 | ф | Птахи                      | The Birds                             | Лідія Бреннер    |
| 1962 | ф | Пригоди молодого Хемінгуея | Hemingway's Adventures of a Young Man | місіс Адамс      |